# Moses Mabhida
Moses Mncane Mbheki Mabhida, souvent raccourci en Moses Mabhida, né le 11 octobre 1923 à Thornville, dans la province du Natal, et mort le 8 mars 1986, est un homme politique sud-africain. Il est notamment le chef du Parti communiste sud-africain de 1978 jusqu'à sa mort.

## Biographie

### Jeunesse et premiers engagements politiques
Mabhida naît à Thornville, à proximité de Pietermaritzburg, dans la province du Natal, dans une famille paysanne. Il est le quatrième de cinq enfants.
Mabhida est attiré vers le syndicalisme par Harry Gwala, alors ardent syndicaliste et membre du Parti communiste sud-africain. Il rejoint le Parti en 1942. Après l'interdiction de nombreux syndicalistes en 1952, ses collègues du parti clandestin nouvellement relancé l'exhortent à s'engager à plein temps dans la lutte syndicale. 

### Prise d'importance dans la politique sud-africaine
Au cours de la décennie suivante, il réunit plusieurs dizaines de travailleurs à Natal. Il travaille alors pour l'Union sud-africaine des chemins de fer et des ports et est payé 25 livres par mois. L'argent nécessaire est collecté auprès de sympathisants politiques, car le syndicat possède peu de moyens. Il joue un rôle central dans le développement du Congrès des syndicats sud-africains et est élu vice-président lors de son premier congrès en 1955. Il est également désigné secrétaire de la branche du Congrès national africain de Pietermaritzburg au milieu des années 1950 et entretient une relation de travail étroite avec Albert Lutuli. Moses Mabhida devient membre du Comité exécutif national du Congrès national africain en 1956 et, en 1958-1959, il est président par intérim de la branche du parti dans la province du Natal.
Une semaine après le massacre de Sharpeville en 1960, Mabhida est envoyé à l'étranger par le congrès des syndicats afin de représenter l'organisation à l'international. Pendant les trois années suivantes, il organise des activités de solidarité syndicale internationale à Prague avec la Fédération syndicale mondiale et avec les fédérations syndicales africaines en cours de création. En 1963, à la suite de sa réélection au comité exécutif de l'ANC en octobre 1962, il est sollicité par Oliver Tambo pour se consacrer au développement de la branche armée de l'ANC, Umkhonto we Sizwe, parfois désigné par les lettres MK. Mabhida en profite pour suivre une formation militaire. En tant que commissaire du MK, il devient l'instructeur politique en chef des nouvelles recrues militaires, puis sert comme commandant du MK. Il profite de sa grande popularité parmi les membres de l'ANC pour être réélu à plusieurs reprises au sein du comité exécutif.
Après 1969, il contribue à la création du Département du renseignement et de la sécurité nationale de l'ANC. Il est élu secrétaire général du Parti communiste sud-africain en novembre 1979, en remplacement de Moses Kotane, mort l'année précédente à Moscou. Dans les années 1980, Mabhida poursuit son travail de planification politique et logistique pour le groupe armé MK, qui se déplace à plusieurs reprises au Lesotho, au Mozambique et au Swaziland, pour échapper à la répression. 

### Dernières années
En 1985, lors d'une mission à La Havane, Mabhida est victime d'un accident vasculaire cérébral et, après un an se souffrances, meurt finalement d'une crise cardiaque à Maputo au Mozambique, ou il est enterré en mars 1986.
En 2006, sa dépouille est renvoyée en Afrique du Sud, où une cérémonie est organisée en son hommage. Il est finalement enterré au Slangespruit Heroes Acre. 

## Héritage et récompenses
Il est récompensé de l'ordre du Baobab à titre posthume.
Le stade Moses-Mabhida de Durban est nommé en son honneur.